# Boistrudan
Boistrudan település Franciaországban, Ille-et-Vilaine megyében. Lakosainak száma 726 fő (2022. január 1.). Boistrudan Essé, Marcillé-Robert, Moulins és Piré-Chancé községekkel határos.

## Népesség
A település népességének változása:
| Lakosok száma | 576  | 475  | 501  | 644  | 673  | 687  | 710  | 722  | 722  | 726  |
|               | 1968 | 1982 | 1990 | 2006 | 2013 | 2015 | 2017 | 2019 | 2020 | 2022 |